# Papeterie en Angoumois
La papeterie a été une industrie importante en Angoumois puis après 1793 en Charente. C'est une des plus anciennes de France.

## Histoire

### Moulins à papier

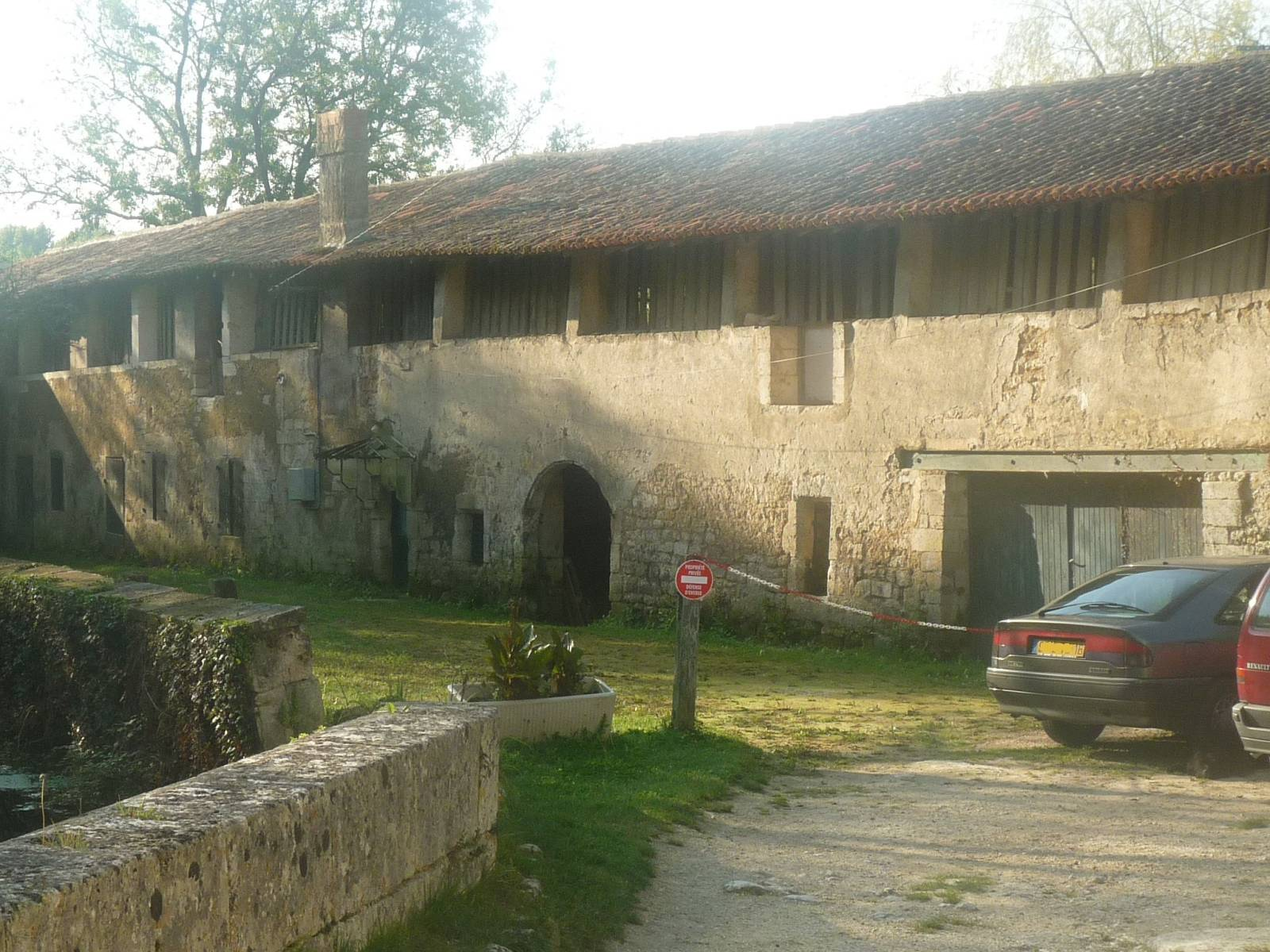
Le moulin du Verger

Le premier moulin à papier attesté en Charente est celui de Negremus sur la Lizonne, affluent de la Dronne, en 1516. Dès lors, de nombreux moulins à blé ou foulons sont adaptés pour la fabrication du papier et de nouveaux moulins sont construits spécialement pour cette activité.
La Lizonne comportait plusieurs moulins qui ont fait partie des premières papeteries de France dès le début du XVIe siècle. Le moulin de Négre-Mure (ou Negremus) de Palluaud, moulin à drap (sans doute fait à partir de la laine des moutons), est converti en moulin à papier en 1516. Il dépendait du prieuré de Palluaud, appartenant à l'abbaye Saint-Cybard d'Angoulême,.
En 1533, sur la Boëme près de La Couronne à Pont-des-Tables, Étienne de Prouzac crée une papeterie. Puis en 1539, à Puymoyen sur les Eaux Claires, le moulin du Verger entre en service, et en 1555 la papeterie de Cothiers, sur la Charreau, commune de La Couronne.
L'essor de cette industrie, venue vraisemblablement du Comtat ou de l'Auvergne par le Périgord, est dû aux nombreux petits cours d'eau au cours régulier et à l'eau pure, mais aussi au chanvre que l'Angoumois produit. Le port de l'Houmeau à 
Angoulême sur la Charente, dont la navigabilité jusqu'à l'océan avait été développée par François Ier, a aussi joué un rôle essentiel pour l'écoulement de la marchandise, en particulier auprès de marchands d'abord bordelais, puis hollandais et anglais. Le clergé a aussi encouragé cette production à la suite de l'invention de l'imprimerie. Une autre cause de ce développement est l'abondance et la qualité de la matière première, les peilles, ou chiffons, qu'on trouve dans la province ou les provinces avoisinantes.
Les créations de moulins à papier ou transformations de moulins à blé ou à draps se poursuivent pendant un siècle.
En 1656, un rapport de l'intendant de la généralité de Limoges dénombre 66 moulins en Angoumois : cinq sur la Charente, 16 sur la Grande Boëme, neuf sur la Petite Boëme, quatre sur les Eaux-Claires, trois sur la Touvre, 29 sur la Lizonne, avec un total de 98 cuves à papier. Parallèlement, la production de papier se développe aussi de façon importante en Limousin, notamment dans la vallée de la Vienne, jusque dans sa partie angoumoisine (Confolens).

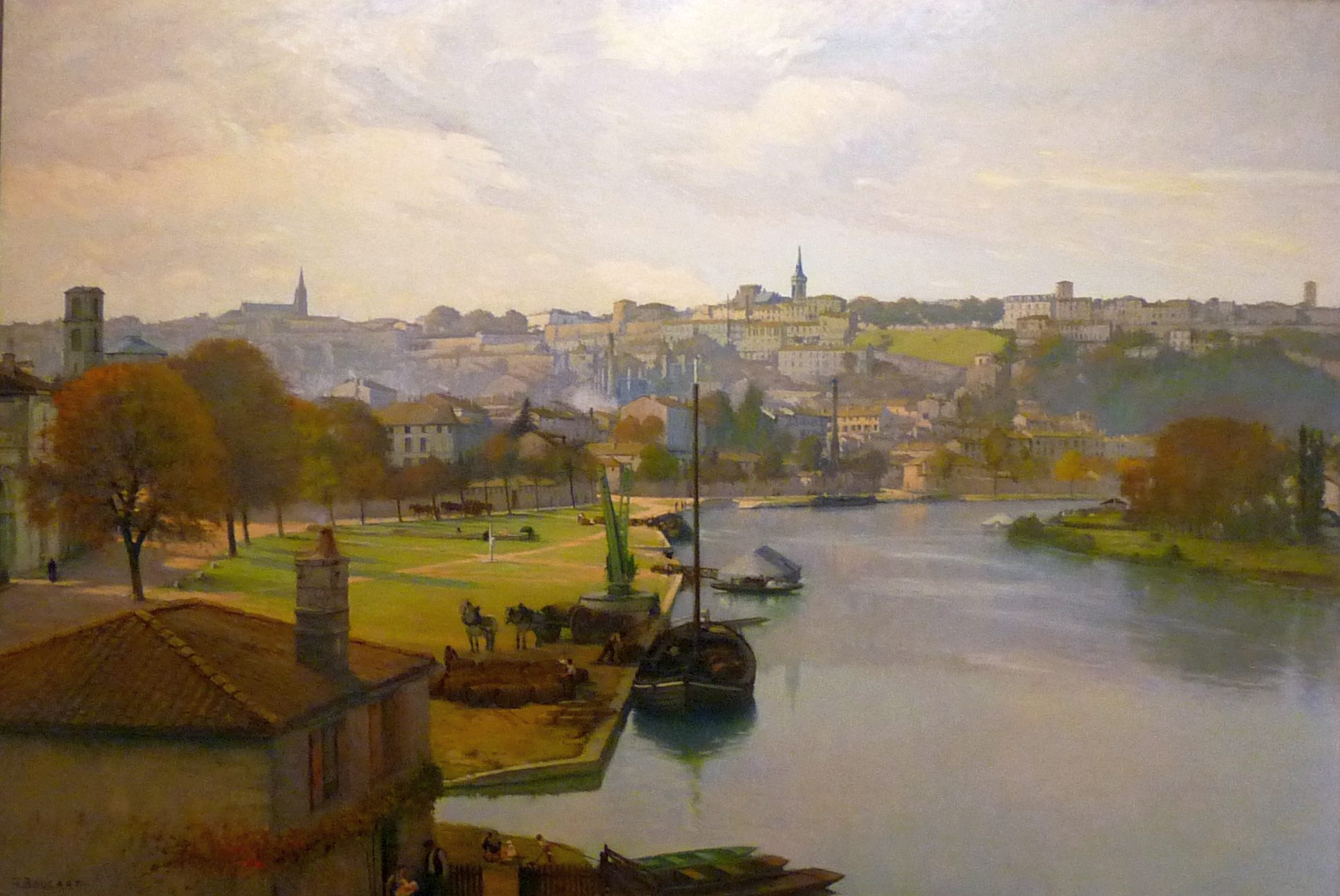
Le Port l'Houmeau au XIXe siècle

L'expansion de la papeterie était liée au rôle des négociants flamands, qui faisaient même fabriquer du papier aux armes d'Amsterdam appelé papier de Hollande, qui était vendu dans le Saint-Empire et jusqu'en Russie. Ces marchands, installés à l'Houmeau, le port fluvial d'Angoulême, louaient des moulins et y installaient des gérants, et fournissaient les capitaux.
Presque tout le papier partait du port l'Houmeau, mais aussi de Saint-Cybard ou du « port de Basseau », et était embarqué sur des gabares à destination de Tonnay-Charente, Rochefort et La Rochelle où les navires hollandais et anglais les emportaient.
Les moulins produisent trois sortes de papier : le gros bon, le marchand ou moyen, et le papier fin. Ces papiers sont consommés sur place ou exportés par la Charente. L'imprimerie s'est développée vers 1490, mais la production de livres reste modeste en Angoumois en comparaison avec la production de papier.
Au XVIe siècle, le filigrane caractéristique du papier angoumoisin était le vaisseau et la sphère.
Au XVIIe siècle une centaine de moulins étaient consacrés à l'industrie papetière et jusqu'à la fin du XVIIe siècle ce fut une des principales richesses économiques de la région.

### Révocation de l'édit de Nantes
Lors de la Révocation de l'édit de Nantes en 1685, de nombreux papetiers installés en Angoumois, de religion protestante, émigrent aux Pays-Bas. La guerre de Hollande (1672-1678) menée par Louis XIV n'arrangea rien.
Ces papetiers ont alors tenté de développer des moulins à papier en Hollande et en Angleterre, d'autant plus que la fabrication et le commerce étaient alors règlementés de façon plus rigoureuse après 1671.
Au XVIIIe siècle, l’activité papetière diminue avec seulement 24 moulins en 1720. 
Puis l'activité reprend à la seconde moitié de ce siècle, avec un relâchement de la législation et encouragée par Turgot, intendant de la généralité de Limoges.
Au début de la Restauration, la Charente possède 30 moulins et 51 cuves, un peu plus qu'en 1789 (25 usines, dont 19 dans la seule paroisse de La Couronne, 33 cuves),.

### Industrialisation

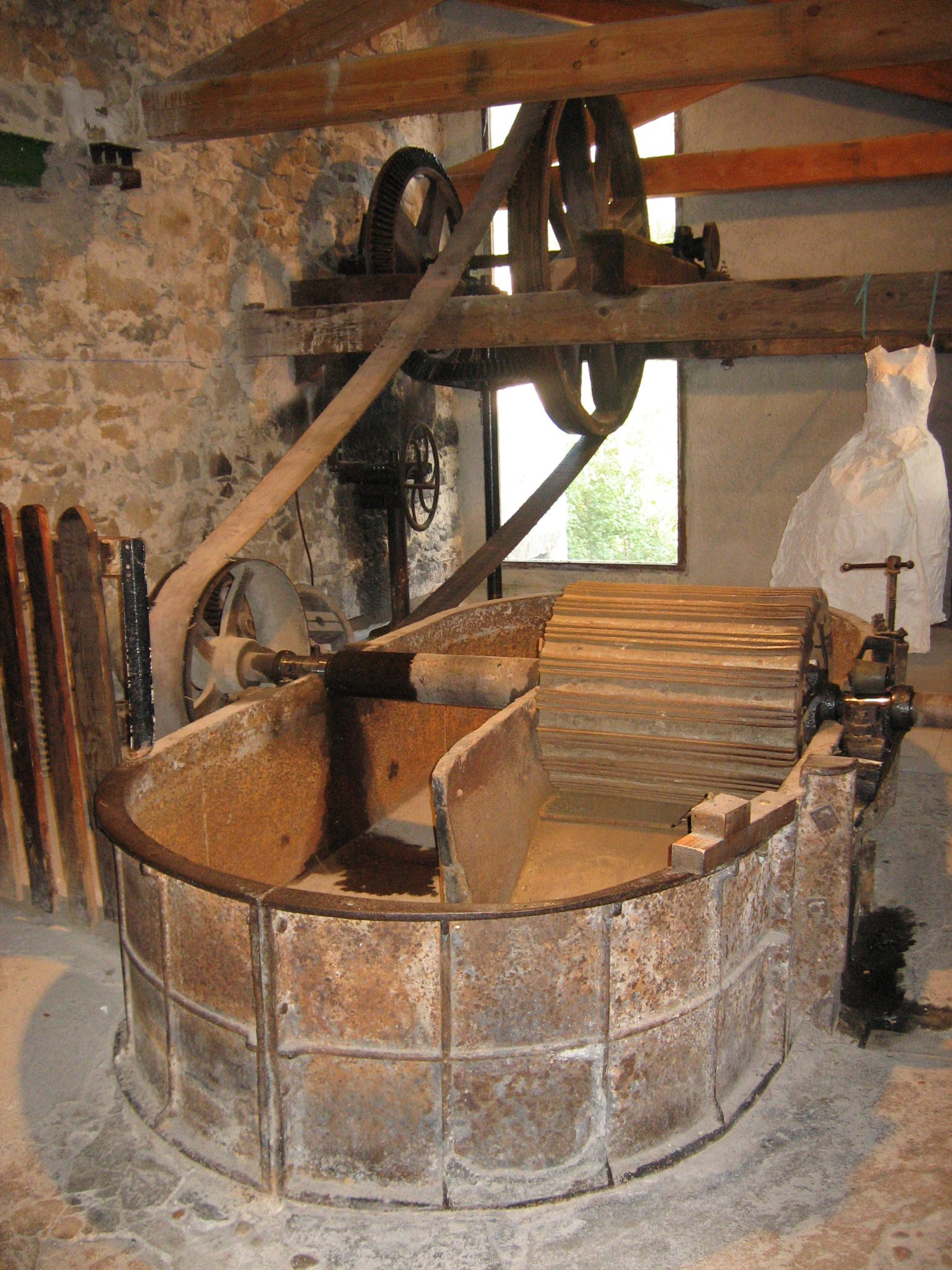
Pile hollandaise

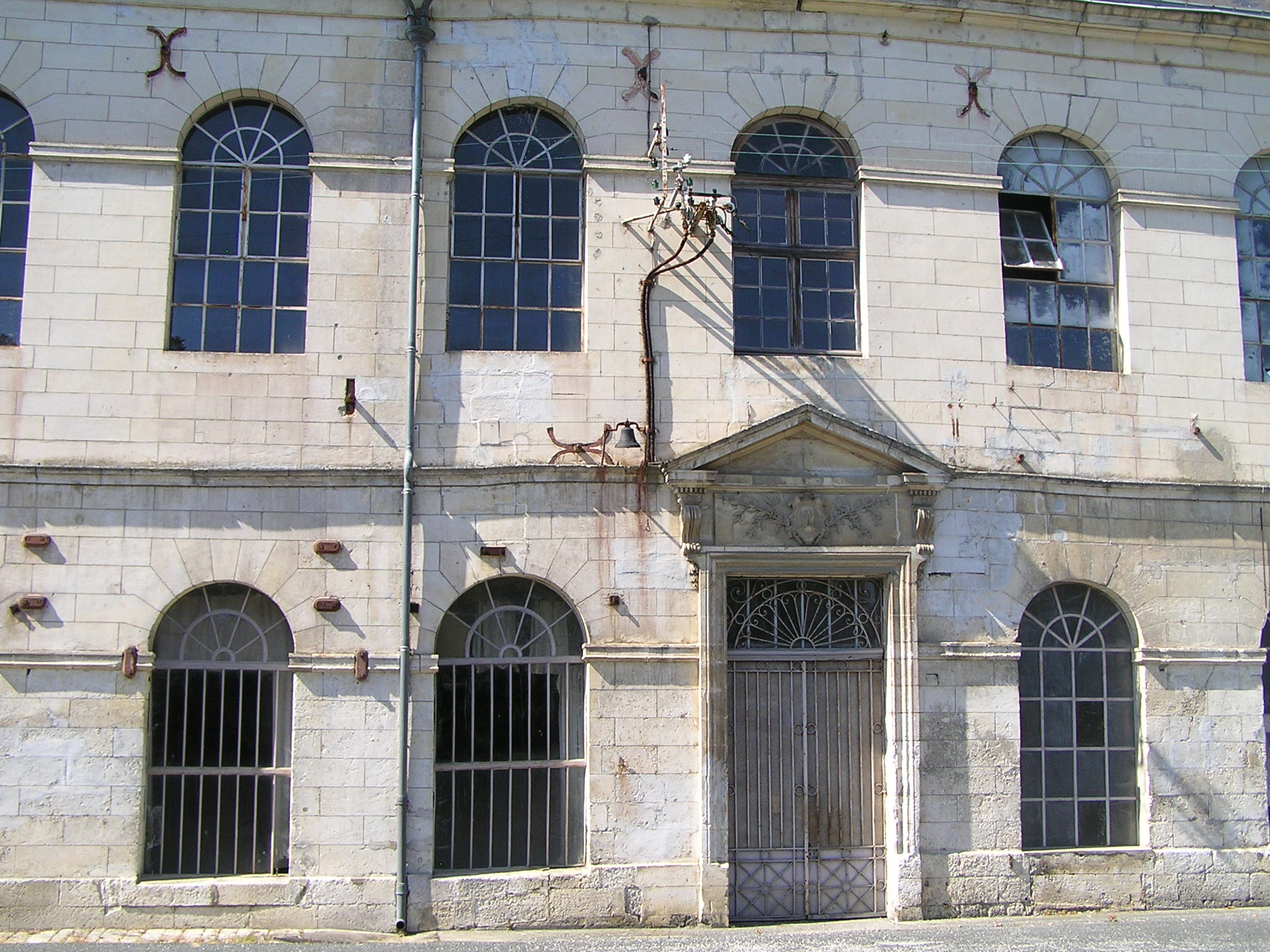
Papeterie Laroche à Mouthiers

Jusqu'à présent, le papier était fabriqué par broyage de chiffons en pâte à l'aide de maillets en série, ou martinets. À la papeterie d'Essonnes, au sud de Paris, on avait essayé un nouveau système à base de cylindre en rotation, appelé pile hollandaise, mis au point en 1682 en Angleterre et en Hollande, qui avait donné de bons résultats. En 1761, le marquis de Montalembert l'essaya au moulin du Verger à Puymoyen. Puis, un an après, une petite société se monta pour une production plus industrielle au Petit-Montbron, à la limite des communes d'Angoulême et de La Couronne, toujours sur les Eaux-Claires. Plus exigeant en force motrice, de plus grandes roues furent fabriquées sur les plans du marquis de Montalembert, qui était associé; les essais furent faits en présence de Turgot.
En 1778, des cylindres à moyeu en bois, plus légers que les cylindres en fonte, furent employés, à la papeterie d'Essonnes et à Annonay par M. de Montgolfier. Ils furent introduits en Charente en 1806, à l'usine de Lacourade (sur la Boëme, commune de La Couronne).
En 1780, le papier vélin est fabriqué en France à Annonay (Étienne Montgolfier). Au grain plus fin et sans la trace du procédé de fabrication, il remplacera peu à peu le vergé.
Au début du XIXe siècle, les moulins à papier sont peu à peu transformés en usines, et la production de papier augmente et se diversifie. La production industrielle débute en 1827 au lieu-dit Veuze à Magnac-sur-Touvre, où la première machine à fabriquer en continu est installée. Elle fut inventée par Louis Nicolas Robert en 1798 et mise au point à la papeterie d'Essonnes,.
Cette dernière invention ne fut pas introduite sans heurts, et les ouvriers de l'usine de Veuze manifestèrent violemment en 1830 et menacèrent de détruire cette machine.
Entre 1835 et 1842, vingt-deux machines à papier sont installées dans les moulins qui ont été réaménagés pour la production industrielle et en 1842, il ne reste que cinq moulins artisanaux alors qu'il y a environ 25 papeteries dont les plus importantes furent les papeteries Laroche-Joubert à Angoulême, L. Desbordes à Soyaux), Demignot et Hébert. 
Malgré une crise commerciale qui suivit la révolution de 1848, les papeteries continuaient à prendre de l'importance.
En 1859, les papeteries de Saint-Séverin occupent 330 ouvriers (150 hommes et 180 femmes), tous petits propriétaires, et aucune grève n'est à déplorer. La production a été ralentie par un peu de sécheresse de la Lizonne.
L'arrivée du chemin de fer en Charente, 1850 pour la ligne Paris-Bordeaux et 1875 pour la ligne Saintes-Angoulême-Limoges, facilite l'exportation et l'arrivée des matières premières, et le transport par gabares sur la Charente périclite.

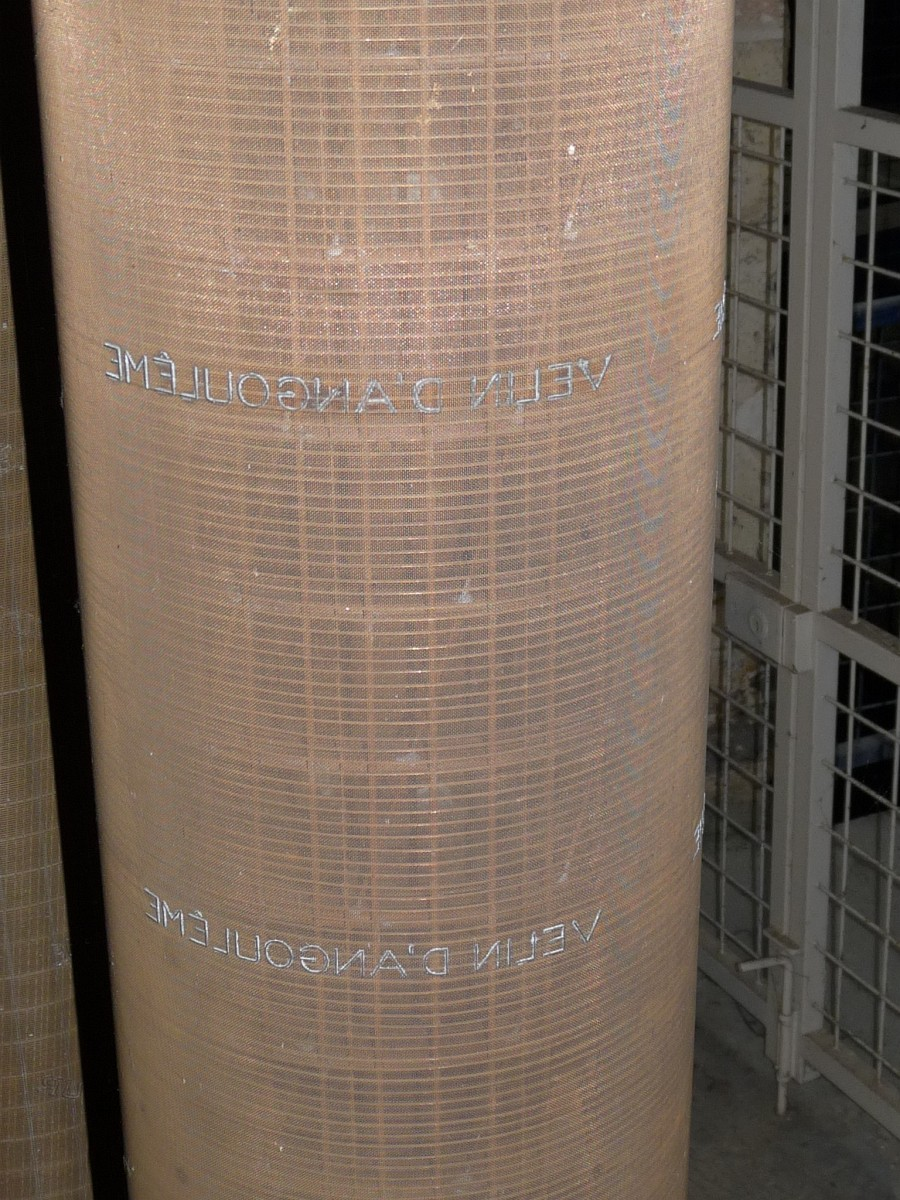
Rouleau à filigrane du vélin d'Angoulême, au musée du papier.

C'est Edmond Laroche-Joubert qui est le premier en Charente à appliquer le procédé de glaçage, qui permet l'utilisation de la plume d'acier. Enveloppes, cartes de visite, papier à lettres, cahiers deviennent alors une véritable spécialité angoumoisine, avec en particulier le vélin d'Angoulême.
La fabrication se diversifie avec le papier sulfurisé à Saint-Séverin (Bécoulet au Marchais, en 1876), papier qui enveloppera le beurre charentais, le papier couché à la papeterie Laroche de Mouthiers-sur-Boëme en 1883, le papier à cigarettes à Angoulême en 1863 par Léonide Lacroix, à La Couronne en 1880 par Lucien Lacroix et à Angoulême en 1918 par Joseph Bardou-Le Nil.
La première usine française de fabrication de carton ondulé est installée, en 1888, à Exideuil, sur la Vienne.
Les industries connexes sont des industries de mécanique papetière (et fonderies), de fabrication de toiles métalliques et particulièrement du feutre, qui a donné naissance à la célèbre pantoufle charentaise.
Entre 1840 et 1990, l'industrie papetière employait de 2 000 à 6 000 personnes avec des conditions de travail correctes assorties d'avantages sociaux : sociétés de Secours Mutuel, retraites ouvrières, gratifications et primes, logements et jardins ouvriers, crèches et garderies pour les enfants.

### Actuellement

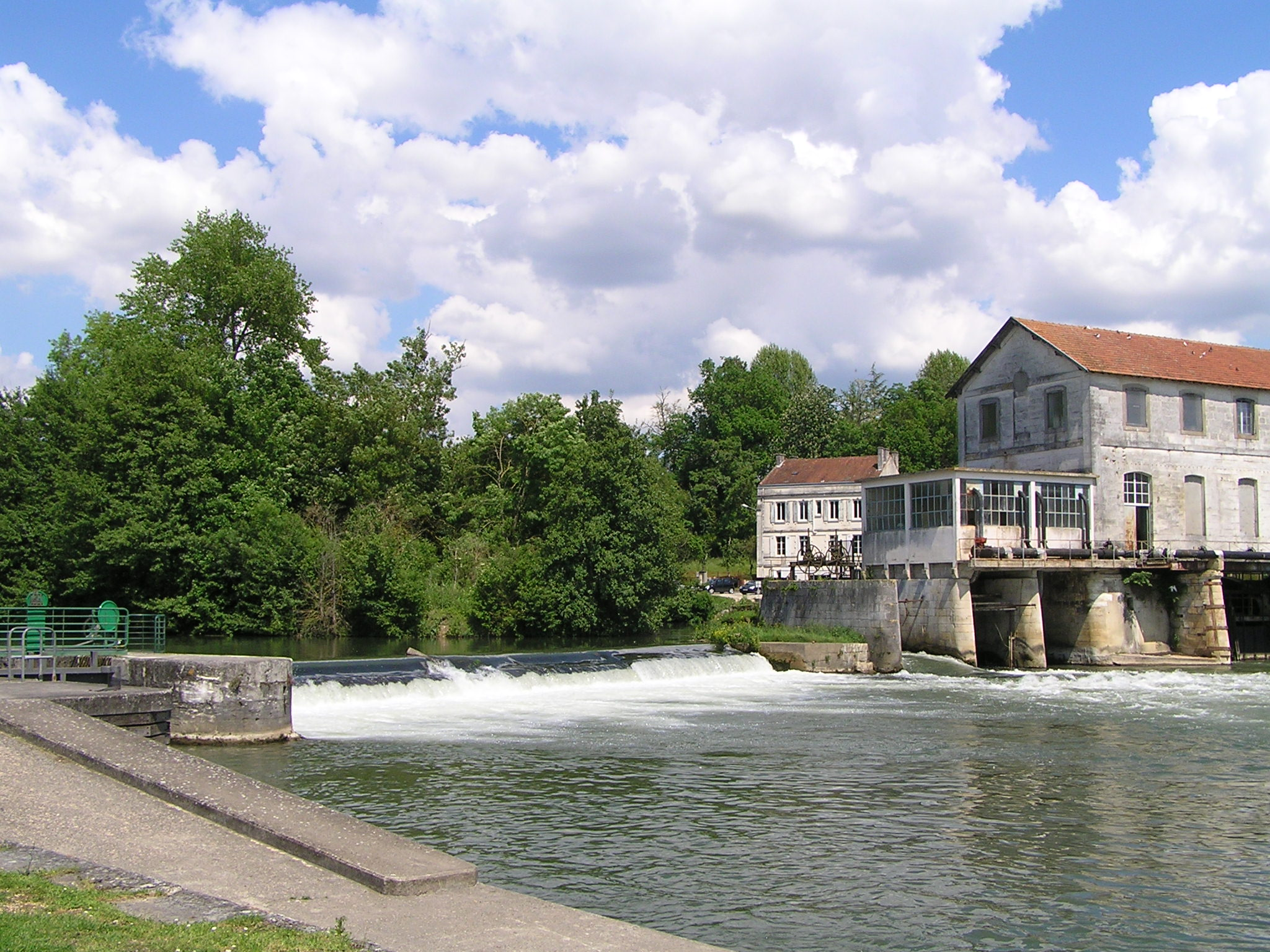
Papeterie de Basseau sur la Charente à Saint-Michel

Après la fermeture de plus de la moitié des entreprises (années 1970), il reste en Charente 45 entreprises à la fin 2018, classées par l'Insee « industrie du papier et du carton » dont les plus importantes sont :   
- MMP Packettis à Chazelles.
- Smith Packaging Sud-Ouest.
- Française de Fabrication de Papiers Ondulés à Exideuil.
- Bidoit à Cognac.
- Balluteau à Montmoreau.
- Gatineau Thiollet à Châteaubernard.
- Lysipack à Merpins.
- Freller à Champniers.
- Thiollet Ondulé à Châteaubernard.
- Alamigeon Papers and Technologie à Ruelle-sur-Touvre.
- Alamigeon à Ruelle-sur-Touvre (papier d'impression, d'écriture et bristol).
- Emballages Valadie à Gensac-la-Pallue.

## Musées
- Musée du papier d'Angoulême installé dans l'ancienne papeterie Le Nil
- Moulin du Verger à Puymoyen; il perpétue la tradition artisanale de fabrication en Charente.